# Liyan
Tul-e Peytul, het oude Liyan is een archeologische vindplaats in Iran, nabij het moderne Bushehr op de kust van de Perzische Golf.
De vindplaats is nooit volledig opgegraven. In 1914 publiceerde Pézard enige resultaten van vroege  opgravingen in de vroege jaren 1890. De toenmalige werkwijze liet te wensen over en veel is onduidelijk. Pézard vond aardewerk, metalen voorwerpen, terracotta figuurtjes en glyptiek die aan de midden-bronstijd toe te schrijven zijn. Vanaf 2003 werd de draad weer opgepakt door een Iraans-Britse ploeg.
Een deel van het gevonden aardewerk is verwant aan het Kaftari-aardewerk van Anshan (Tal-e Malyan).
Er is ook epigrafisch materiaal. Een klein fragment gebakken steen draagt een inscriptie in een archaïsche vorm van Sumerisch spijkerschrift met een naam van een verder onbekende Elamitische koning. Op epigrafische gronden zou de vondst uit de 24e of 23e eeuw v.Chr. stammen. Er is echter twijfel of het niet later opzettelijk in een archaïsche vorm geschreven is. Het is echter ook mogelijk dat het authentiek is en verwijst naar een van de vorsten van Awan, waarover verder weinig bekend is.
Er zijn leemstenen met de naam van Humban-numena (1300-1275 v.Chr.) gevonden  die anders alleen uit Susa bekend is. De inscripties vermelden de bouw van een heiligdom. Een albasten cilinder draagt de naam van een eerdere koning, Simut-wartash (1772-1772). Ook latere Elemitische koningen, Shutruk-Nahhunte (1185-1155), Kutir-Nahhunte (1155-1150) en Shilhak-Inshushinak (1150-1120) hebben inscripties nagelaten. De streek was daarmee althans in delen van de Elamitische geschiedenis onder het bewind van de koningen van Susa. Er wordt vermoed dat het in de vroegere tijd bij Anshan behoorde en eerst later onder Susa gekomen is.
Pézard had zijn aardewerk in twee vroege en een late groep ingedeeld. Stijl 1 is eenvoudig roomkleurig aardewerk dat overeenkomt met wat het latere 2e millennium v.Chr. in Khuzestan gevonden wordt. Stijl 2 vertoont overeenkomst met de Kaftari-stijl en is vroeger dan stijl 1. Het dateert van het 3e millennium. Pézard kon dat in 1914 niet weten omdat er nog geen vergelijingsmateriaal bekend was in zijn tijd. Het late aardewerk kan aan de Sassanidische tijd toegewezen worden.